# Hoplopheromerus nigropilosus
Hoplopheromerus nigropilosus là một loài ruồi trong họ Asilidae. Hoplopheromerus nigropilosus được Tsacas & Oldroyd miêu tả năm 1967. Loài này phân bố ở vùng nhiệt đới châu Phi.